# Вершина (Свердловская область)
Вершина — посёлок в муниципальном округе Пелым Свердловской области России.
Ранее посёлок входил в состав Пелымского поссовета города Ивделя.

## Географическое положение
Посёлок Вершина расположен в 8 километрах к востоко-юго-востоку от посёлка Пелым, в лесной местности на левом берегу реки Атымьи (левого притока реки Пелым), вблизи устья. Автомобильное сообщение затруднено.

## История посёлка
На месте нынешнего посёлка было мансийское поселение Вершинские Юрты. Современный посёлок был основан в XVII веке на месте стоянки Ермака. В посёлке имеется памятник истории Ермаково Городище.

## Население
| 2002 | 2010 |
| ---- | ---- |
| 2    | ↘1   |